# Куин Латифа
Куи́н Лати́фа (англ. Queen Latifah; урождённая Дана Эле́йн О́уэнс (англ. Dana Elaine Owens); род. 18 марта 1970, Ньюарк, Нью-Джерси) — американская певица, рэпер, актриса и модель, обладательница «Грэмми», «Золотого глобуса» и «Эмми», а также номинантка на «Оскар» (2003) и BAFTA (2003).

## Биография

### Юность и музыкальная карьера
Дана Элейн Оуэнс родилась в городе Ньюарк 18 марта 1970 года в семье учительницы и полицейского, которые развелись спустя 10 лет после её рождения. Её псевдоним Латифа (араб. لطيفة‎) появился, когда ей было ещё восемь лет, и в переводе с арабского он означает «нежная», «мягкая». Латифа с детства была крупной девочкой и во время учёбы в школе была форвардом в местной баскетбольной команде.
Музыкальная карьера Латифы началась после окончания школы, когда она стала выступать в качестве битбоксера в рэп-группе Ladies Fresh. В 1988 году DJ Mark the 45 King услышал единственную запись Латифы — песню «Princess of the Posse», и представил её Фреду Брэтвэйту, ведущему программы Yo! MTV Raps. Фред во многом помог дальнейшему развитию её карьеры, и спустя год на студии Tommy Boy Records Латифа записала свой первый альбом All Hail the Queen. В последующие четыре года она выпустила ещё два альбома, последний из которых, Black Reign, вышедший в 1993 году, получил статус золотого. Премии «Грэмми» Латифа удостоилась в 1995 году за песню U.N.I.T.Y. из альбома Black Reign, записанную в стиле джаз-рэп. В общей сложности на самую заветную музыкальную награду Латифа номинировалась ещё шесть раз.
Последний свой альбом полностью в стиле рэп и хип-хоп, Order in the Court, Латифа записала в 1998 году, после чего в следующих её альбомах к этим стилям примешались ещё джаз и соул. Полностью джазовый альбом Латифы, ставший снова золотым, вышел в 2004 году и назывался The Dana Owens Album. В июле 2007 года Латифа выступила в знаменитом концертном зале Голливудская чашка во время джазового концерта, а спустя некоторое время вышел её очередной джазовый альбом Trav’lin’ Light.
Её последний альбом Persona вновь напоминает о музыкальных началах Латифы, и содержит в себе композиции в стиле R&B и хип-хоп. В первую неделю продаж он сразу попал на 25 месте в списке Billboard 200.

### Актёрская карьера
Актёрский дебют Латифы состоялся ещё в 1991 году в фильме «Тропическая лихорадка». Далее последовали новые роли в фильмах «Домашняя вечеринка 2» (1991) и «Авторитет» (1992). Первой успешной работой для неё в качестве актрисы стал ситком «Одноместный номер», в котором Латифа снималась с 1993 по 1998 год.

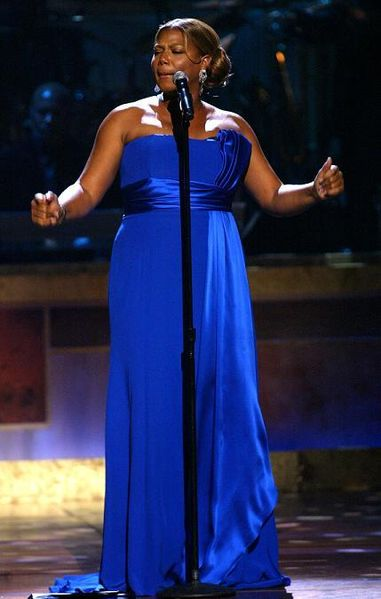
На церемонии BET Honors в 2009 году

В 1996 году она появилась в успешном фильме «Вызов», а два года спустя исполнила заметную роль в комедийной драме «На всю катушку», с Холли Хантер в главной роли. В 1999 году Латифа снялась вместе с Дензелом Вашингтоном и Анджелиной Джоли в триллере «Власть страха», по одноимённому роману Джеффри Дивера.
Хотя Латифа уже была довольно популярна и успешна, всё же роль «мамы» Мортон в знаменитом мюзикле «Чикаго» в 2002 году принесла ей ещё больше восхваления. Фильм был номинирован на 13 премий «Оскар», в том числе и за «Лучшую женскую роль второго плана» для Куин Латифы. Но в итоге статуэтка ушла к Кэтрин Зете-Джонс в той же номинации и за тот же фильм.
На телевидении у Латифы был собственный проект под названием «Шоу Куин Латифы», который выходил на экраны с 1999 по 2001 год. В 1999 году была опубликована её автобиография — Ladies First: Revelations of a Strong Woman (ISBN 0-688-15623-1).
В 2003 году Латифа снялась в главной роли вместе со Стивом Мартином в кассовой комедии «Дом вверх дном», за который была номинирована премию MTV Movie Awards в номинации «Лучшая актриса», а также записала песню для саундтрека к фильму. В последующие годы у неё было много крупных ролей в успешных фильмах, среди которых «Очень страшное кино 3» (2003), «Нью-Йоркское такси» (2004), «Последний отпуск» (2006), «Персонаж» (2006), «Лак для волос» (2007) и «Однажды в Вегасе» (2008). Куин Латифа также принимала участие в озвучивании мультфильмов «Ледниковый период 2: Глобальное потепление» (2006) и «Ледниковый период 3: Эра динозавров» (2009), где её голосом говорит мамонтиха Элли. На телевидении в те годы самой успешной её работой стал фильм «Жизнеобеспечение», который принёс ей премию «Золотой глобус» и номинацию на «Эмми».
4 января 2006 года на Голливудской «Аллее славы» была заложена звезда Куин Латифы. В 2009 году, на 81-й церемонии вручения премии «Оскар», Куин Латифа исполнила песню «I’ll Be Seeing You» (с англ. — «Я увижу тебя») во время показа прославленных деятелей кино, умерших в прошедшем году. 7 июля 2009 года Латифа выступила в лос-анджелесском Стэйплс-центре на церемонии прощания с Майклом Джексоном, прочитав стихотворение американской поэтессы Майи Ангелу.
В 2008 году Куин Латифа стала лицом рекламных кампаний косметики CoverGirl, пиццы Хат, а также программы для похудения Jenny Craig.

### Личная жизнь
В 1992 году её брат Ланселот погиб в автокатастрофе на мотоцикле, который незадолго до этого ему подарила Латифа. В знак памяти она иногда носит на шее цепочку с ключом от этого мотоцикла. В автобиографии 1999 года «Ladies First: Откровения сильной женщины» Латифа рассказывала, как смерть брата довела её до депрессии и наркомании, от которых она впоследствии избавилась.
В 1996 году Куин Латифа была задержана по обвинению в хранении марихуаны и заряженного огнестрельного оружия.
Куин Латифа в июне 2021 года впервые публично подтвердила, что является частью ЛГБТ-сообщества, поблагодарив свою партнёршу Эбони Николс и сына Ребела на вручении награды BET Awards.

## Избранная фильмография
| Год       |    | Русское название                            | Оригинальное название          | Роль                    |
| --------- | -- | ------------------------------------------- | ------------------------------ | ----------------------- |
| 1991      | ф  | Тропическая лихорадка                       | Jungle Fever                   | Лашоун                  |
| 1991      | ф  | Домашняя вечеринка 2                        | House Party 2                  | Зора                    |
| 1991      | с  | Принц из Беверли-Хиллз                      | The Fresh Prince of Bel-Air    | Ди Ди / Марисса Редман  |
| 1992      | ф  | Авторитет                                   | Juice                          | Раффхаус МС             |
| 1993      | ф  | Моя жизнь                                   | My Life                        | Тереза                  |
| 1996      | ф  | Вызов                                       | Set It Off                     | Клеопатра «Клео» Симс   |
| 1997      | с  | Эллен                                       | Ellen                          | в роли самой себя       |
| 1997      | ф  | Гангстер                                    | Hoodlum                        | Сьюли                   |
| 1998      | ф  | Сфера                                       | Sphere                         | Элис «Тини» Флетчер     |
| 1998      | ф  | На всю катушку                              | Living Out Loud                | Лиз Бейли               |
| 1999      | ф  | Власть страха                               | The Bone Collector             | Телма                   |
| 1999      | ф  | Воскрешая мертвецов                         | Bringing Out the Dead          | диспетчер               |
| 2001      | с  | Спин-Сити                                   | Spin City                      | Робин Джонс             |
| 2002      | ф  | Тёмный сахар                                | Brown Sugar                    | Франсин                 |
| 2002      | ф  | Пиноккио                                    | Pinocchio                      | Дав                     |
| 2002      | ф  | Чикаго                                      | Chicago                        | Матрона «Мама» Мортон   |
| 2003      | ф  | Дом вверх дном                              | Bringing Down the House        | Шарлин Мортон           |
| 2003      | ф  | Очень страшное кино 3                       | Scary Movie 3                  | тётя Шаникуа            |
| 2004      | мс | Волшебные покровители                       | The Fairly OddParents          | Пэм Дромеда             |
| 2004      | ф  | Шашлык                                      | The Cookout                    | охранница               |
| 2004      | ф  | Нью-йоркское такси                          | Taxi                           | Белль Уильямс           |
| 2005      | ф  | Салон красоты                               | Beauty Shop                    | Джина Норрис            |
| 2006      | ф  | Последний отпуск                            | Last Holiday                   | Джорджия Бирд           |
| 2006      | мф | Ледниковый период 2: Глобальное потепление  | Ice Age 2: The Meltdown        | мамонтиха Элли          |
| 2006      | ф  | Персонаж                                    | Stranger than Fiction          | Пенни Эшер              |
| 2007      | ф  | Лак для волос                               | Hairspray                      | Мотормаус Мейбелл       |
| 2008      | ф  | Шальные деньги                              | Mad Money                      | Нина Брюстер            |
| 2008      | ф  | Однажды в Вегасе                            | What Happens in Vegas          | доктор Твитчелл         |
| 2008      | ф  | Тайная жизнь пчёл                           | The Secret Life of Bees        | Августа Боутрайт        |
| 2008      | с  | Субботним вечером в прямом эфире            | Saturday Night Live            | Гвен Айфил              |
| 2009      | мф | Ледниковый период 3: Эра динозавров         | Ice Age: Dawn of the Dinosaurs | мамонтиха Элли          |
| 2010      | ф  | День святого Валентина                      | Valentine’s Day                | Пола Томас              |
| 2010      | ф  | Просто Райт                                 | Just Wright                    | Лесли Райт              |
| 2010      | с  | Красавцы                                    | Entourage                      | Дана Элейн Оуэнс        |
| 2010      | с  | Студия 30                                   | 30 Rock                        | Реджина Букман          |
| 2011      | ф  | Дилемма                                     | The Dilemma                    | Сьюзан Уорнер           |
| 2012      | ф  | Радостный шум                               | Joyful Noise                   | Ви Роуз Хилл            |
| 2012      | мф | Ледниковый период 4: Континентальный дрейф  | Ice Age 4: Continental Drift   | мамонтиха Элли          |
| 2012      | тф | Стальные магнолии                           | Steel Magnolias                | Майлинн                 |
| 2014      | ф  | Мачо и ботан 2                              | 22 Jump Street                 | миссис Диксон           |
| 2014      | с  | Красотки в Кливленде                        | Hot in Cleveland               | тётя Эстер Джин Джонсон |
| 2015      | тф | Бесси                                       | Bessie                         | Бесси Смит              |
| 2016      | мф | Ледниковый период 5: Столкновение неизбежно | Ice Age 5: Collision Course    | мамонтиха Элли          |
| 2016—2019 | с  | Звезда                                      | Star                           | Карлотта Браун          |
| 2017      | с  | Империя                                     | Empire                         | Карлотта Браун          |
| 2020      | с  | Голливуд                                    | Hollywood                      | Хэтти Макдэниел         |
| 2021      | с  | Великий уравнитель                          | The Equalizer                  | Робин Макколл           |
| 2022      | ф  | Парящий тигр                                | The Tiger Rising               | Вилли Мэй               |
| 2022      | ф  | Прорваться в НБА                            | Hustle                         | Тереза Шугерман         |

## Дискография
| Год  | Название                                  | Позиция в чартах | Позиция в чартах | Позиция в чартах | Позиция в чартах | Сертификация                                      |
| Год  | Название                                  | U.S.             | U.S. R&B         | U.S. Jazz        | U.S. Internet    | Сертификация                                      |
| ---- | ----------------------------------------- | ---------------- | ---------------- | ---------------- | ---------------- | ------------------------------------------------- |
| 1989 | All Hail the Queen - Tommy Boy Records    | 124              | 6                | —                | —                |                                                   |
| 1991 | Nature of a Sista - Tommy Boy Records     | 117              | 32               | —                | —                |                                                   |
| 1993 | Black Reign - Motown Records              | 60               | 15               | —                | —                | - Сертификация RIAA: Gold                         |
| 1998 | Order in the Court - Motown Records       | 95               | 16               | —                | —                |                                                   |
| 2004 | The Dana Owens Album - Interscope Records | 16               | 11               | —                | 16               | - Сертификация RIAA: Gold                         |
| 2007 | Trav’lin' Light - Verve Records           | 11               | 6                | 1                | 24               | - Сертификация RIAA: N/A - Продажи в США: 256,374 |
| 2009 | Persona - Verve Records                   | 25               | 3                | —                | —                | - Сертификация RIAA: N/A - Продажи в США: 17,208  |

## Награды
- 1995 — Грэмми — Лучшее сольное рэп-исполнение («U.N.I.T.Y.»)
- 2003 — BET Awards — Лучшая актриса («Чикаго»)
- 2003 — Выбор критиков — Лучший актёрский ансамбль («Чикаго», «Лак для волос»)
- 2008 — Золотой глобус — Лучшая женская роль второго плана — мини-сериал, телесериал или телефильм («Жизнеобеспечение»)
- 2008 — Грейси — Лучшая женская роль — драматический сериал или спецвыпуск («Жизнеобеспечение»)
- 2023 — Премия центра Кеннеди
- 2023 — Национальная медаль США в области искусств